# Katianna purpuravirida
Katianna purpuravirida är en urinsektsart som beskrevs av John Tenison Salmon 1941. Katianna purpuravirida ingår i släktet Katianna och familjen Katiannidae. Inga underarter finns listade i Catalogue of Life.